# Euoticus
Los gálagos elegantes (Euoticus) son un género de primates estrepsirrinos integrado por dos especies distribuidas por África Central, clasificadas dentro de la familia Galagidae.
- Género Euoticus
  - Euoticus elegantulus
  - Euoticus pallidus
    - Euoticus pallidus pallidus
    - Euoticus pallidus talboti

El carácter único entre los gálagos elegantes son las uñas en forma de quilla, las cuales presentan crestas centrales prominentes que rematan en puntas similares a agujas, presentes en todos los dedos excepto el pulgar o pollex, el hallux y el segundo dedo de los miembros posteriores, los cuales tienen garras.

## Distribución geográfica y hábitat
Se encuentra en los siguientes países: Camerún, República Centro-africana, República del Congo, Guinea ecuatorial (Río Muni), Gabón y muy posiblemente Angola (Cabinda) y República Democrática del Congo. Su hábitat natural es el bosque seco tropical o subtropical. 

## Hábitos de apareamiento
Comportamiento reproductivo - Poligámico, polígamo
Tendencia poblacional - Desconocido 
Estado Poblacional - Riesgo bajo.

## Referencias

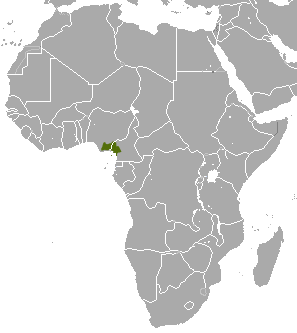
Distribución del gálago elegante del sur